# جوليان روجاس
جوليان روجاس (بالإسبانية: Julian Rojas)‏ هو لاعب تايكوندو كولومبي، ولد في 11 مايو 1978 في La Montañita ‏ في كولومبيا.

## وصلات خارجية
- جوليان روجاس على موقع TaekwondoData.com (الإنجليزية)
- جوليان روجاس على موقع أوليمبيديا (الإنجليزية)